# 에도 개성

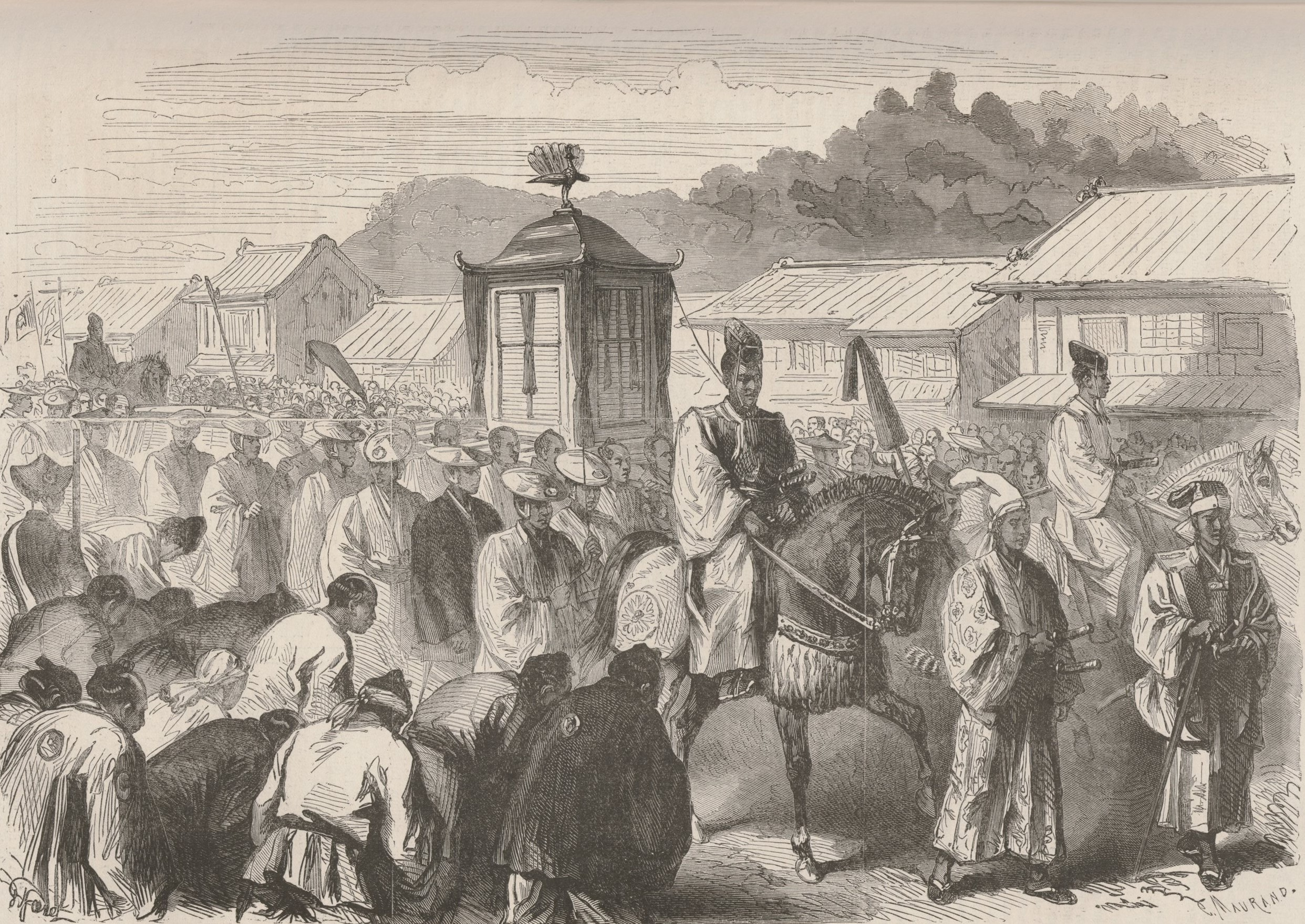

에도 개성(일본어: 江戸開城 에도 카이조[*])은 1868년 에도 시대 말기(막말) 게이오 4년 3월부터 4월(음력)에 걸쳐, 메이지 신정부군(동정대총독부)과 구 막부(도쿠가와 종가) 사이에서 진행된 에도 성을 새 정부에 인도하고, 이에 이르는 일련의 협상 과정을 말한다. 에도성 명도(江戸城明渡)나 에도무혈개성(江戸無血開城)이라고도 부른다. 도쿠가와 종가의 본거지인 에도 성이 같은 집안의 저항 없이 피를 흘리지 않고 물러난 것으로부터 시작하여, 같은 해부터 이듬 해에 걸쳐 행해진 일련의 보신 전쟁에서 신정부 측이 크게 우세를 보이게 되는 획기적이고, 상징적인 사건이며, 협상에서 양도에 이르기까지의 과정은 소설, 연극, 드라마, 영화 등의 소재로 자주 사용된다.

## 배경

### 보신 전쟁 발발과 요시노부 토벌령
1867년(게이오 3년) 10월 대정봉환에 의해 정권을 조정에 반납한 15대 바쿠후 도쿠가와 요시노부는 신설되는 제후 회의의 의장으로 영향력을 행사하는 것을 상정하고 있었지만, 막부 토벌파의 귀족 이와쿠라 도모미나 사쓰마의 오쿠보 도시미치, 사이고 다카모리 등이 주도한 12월 초순의 왕정복고 대호령과 연속적인 ‘소어소회의’에 의해 자신의 사관납지(辞官納地, 관직, 영토를 반납하는 것)가 결정되어 버린다. 요시노부는 일단 오사카성으로 퇴각하지만, 공의정체파(公議政体派)의 야마우치 요도(전 도사번), 마쓰다이라 요시나가(전 오와리번주), 도쿠가와 요시가쓰(전 오와리번주) 등의 공작에 의해 소어고소회의의 결정은 무효화되었다. 요시노부도 외국의 공사에 외교권을 지속할 것을 선언하는 등 점차 열후회의파(列侯会議派)의 반격이 거세지고 있었다. 대정봉환 직전인 게이오 3년 10월 13일과 14일에는 막부를 토벌하라는 비밀칙령이 사쓰마번과 조슈번에 내려진다.